# Affaire Shafia

L'affaire Shafia a débuté le 30 juin 2009 à Kingston en Ontario. Les sœurs Zainab (19 ans), Sahar (17 ans) et Geeti Shafia (13 ans) ainsi que Rona Amir Mohamed (50 ans) ont été retrouvées mortes noyées dans une voiture découverte dans une écluse du canal Rideau. Zainab, Sahar et Geeti étaient les filles de Mohamed Shafia (58 ans) et de Tooba Mohammad Yahya (41 ans). Le couple avait également un fils, Hamed (20 ans). Rona, qui était stérile, était la première épouse de Mohamed Shafia.
Le 22 juillet, Mohamed, Tooba et Hamed sont inculpés de quatre chefs d'accusation dont celui de meurtre au premier degré et celui de complot pour meurtre. Ils sont reconnus coupables en janvier 2012. Le procès est considéré comme une première au Canada, car il a été mené en quatre langues : l'anglais, le français, le dari et l'espagnol. Le mobile du crime semble être le crime d'honneur.
Le procès a été au centre de l'attention des médias pendant plusieurs mois. Il a suscité des débats sur les valeurs canadiennes, les crimes d'honneur et la protection des groupes vulnérables d'immigrants.
Tooba Yahya, épouse de Mohamed Shafia, a, en septembre 2019, pour la première fois confessé sa participation aux meurtres lors d'une audience auprès des commissaires aux libérations conditionnelles.

## Origines
Originaire d'Afghanistan, la famille Shafia a vécu à Dubaï et aux Émirats arabes unis où le père Shafia a fait fortune dans l'immobilier. Elle a immigré au Canada et s'est installée dans l'arrondissement de Saint-Léonard à Montréal en 2007.
En 1979 ou 1980, Mohamed Shafia épouse Rona Mohamed dont on découvre plus tard qu'elle est stérile. En 1989, il prend pour deuxième épouse Tooba Yahya qui donne naissance à sept enfants. Rona joue un grand rôle dans leur éducation et élève les enfants comme s'ils étaient les siens. Lorsque la famille a immigré au Canada, Rona a été présentée comme une cousine parce que le mariage polygame y était interdit.
Selon l'interview d'un membre de la famille, Rona a dû subir un mariage sans amour et a demandé en vain à son mari de lui accorder le divorce. Les frères et les sœurs de Rona affirment qu'elle craignait pour sa vie dans les jours qui ont précédé sa mort. Tooba, la seconde épouse, la considérait comme une servante de la famille. Selon des témoins, le passeport et les documents d'identité de Rona étaient entre les mains des Shafia, ce qui l'empêchait de fuir vers un autre pays où elle aurait de la famille.
Selon des témoins, Zainab, la fille aînée, avait une relation amoureuse avec un jeune Pakistanais, ce qui avait attisé la colère de son père qu'ils avaient entendu la menacer. La fille cadette, Sahar, sortait avec un chrétien qui déclara au procès avoir observé des ecchymoses sur elle. Il semble que son frère Hamed l'ait frappé. Elle avait déclaré avoir peur de sa famille et avait déposé une plainte à la direction de la protection de la jeunesse (DPJ).
En juin 2009, Mohamed Shafia prépare un grand voyage à Niagara Falls où il emmènera toute sa famille. La veille du départ, il achète une Nissan Sentra car le voyage se fera dans deux autos. Pendant toute la randonnée, Zainab et Sahar envoient des textos et des photos à leurs amies avec leur téléphone portable. Elles ne s'arrêtent qu'à Kingston, au retour, où le père Shafia a décidé de faire escale pour la nuit.

## L'enquête
Le 30 juin 2009, une Nissan Sentra noire au feu arrière gauche cassé est repérée dans les eaux d'une écluse du canal Rideau. Au poste de police de Kingston, Mohamed Shafia annonce que quatre membres de sa famille (trois adolescentes et leur cousine) manquent à l'appel. Leurs corps sont retrouvés dans l'auto immergée. La police croit d'abord qu'il s'agit d'un accident tragique et songe à classer l'affaire assez vite.
Les autorités apprennent cependant que Hamed, le fils, a rapporté un accident alors qu'il ramenait à Montréal la seconde auto de la famille - une Lexus. Malgré de forts soupçons, elles ne disposent pas de preuves suffisantes pour demander à un juge un mandat de perquisition. Un détective parvient toutefois à convaincre les Shafia de le laisser examiner la Lexus. Après avoir évalué les dégâts sur les deux véhicules, la police se persuade que la Lexus a poussé la Nissan dans l'écluse du canal Rideau. Le 22 juillet 2009, Mohamed Shafia, sa femme Tooba Yahya et leur fils Hamed sont arrêtés et accusés de meurtres au premier degré.

## Le procès
La sélection du jury débute le 11 octobre 2011 et le procès commence officiellement le 20 octobre. Il est présidé par le juge de la Cour supérieure de l'Ontario Robert Maranger.

### La Couronne
La procureure de la Couronne Laurie Lacelle maintient que les 3 accusés ont comploté les meurtres de Zainab, Sahar et Geeti Shafia et de leur belle-mère Rona Amir Mohamed. Ils ont poussé la Nissan dans le canal Rideau à Kingston. Plusieurs policiers témoignent que l'auto a été emmenée près de l'écluse puis n'a pu être que poussée dans le canal. Les quatre victimes étaient alors soit inconscientes soit déjà mortes. Les trois accusés ont poussé la voiture jusqu'au canal, où elle s'est coincée de façon inattendue. Mohamed Shafia ou son fils Hamed s'est alors mis au volant de la Lexus afin de pousser la Nissan pour qu'elle tombe dans le canal. Les deux véhicules sont d'ailleurs bosselés, la Nissan à l'arrière et la Lexus à l'avant. Les pièces d'un phare cassé de la Lexus ont été retrouvées non loin de l'endroit où la Nissan a chuté dans le canal.
Un officier de police de Kingston témoigne que Hamed Shafia, le fils, a fait des recherches sur Internet les jours précédant le voyage avec son ordinateur portable pour trouver des plans d'eau convenables où l'assassinat pourrait être commis. Ainsi, le 20 juin 2009, il fait cette recherche sur Google : « Where to commit a murder (Où commettre un meurtre) ».
Le mobile, selon la Couronne, est le crime d'honneur. Zainab et Sahar avaient apporté la honte sur la famille en s'habillant à l'occidentale et en cachant l'existence de leurs petits copains qui, elles le savaient, ne conviendraient pas à leur père. Dans les écoutes téléphoniques des jours qui ont suivi la mort des quatre femmes, on pouvait entendre Mohamed Shafia déclarer : « Dieu maudisse leurs générations, elles étaient des enfants sales et pourries » et « Au diable, elles et leurs petits amis, j'irai déféquer sur leurs tombes ». Mohamed Shafia déclare également : « Même si on me hisse sur la potence, rien n'est plus cher pour moi que mon honneur. »

### La Défense
La Défense plaide l'accident. Shafia et Yahya affirment qu'ils se trouvaient dans un hôtel de Kingston au moment de l'accident et n'ont appris la nouvelle que le lendemain. Ils témoignent que Zainab, qui était, selon eux, une conductrice inexpérimentée, est venue leur demander les clés de la Nissan et qu'elle est partie en emmenant avec elle ses sœurs et Rona. Hamed Shafia n'a pas témoigné en Cour, mais il a déclaré aux policiers qu'il a décidé de suivre la Nissan avec la Lexus afin de « garder un œil » sur ses soeurs et sur Rona. Il affirme qu'il les a suivies de trop près et qu'à un moment donné, il a heurté la Nissan. Il a alors entendu une éclaboussure et s'est enfui sans avertir la police. Cela lui a pris quatre mois avant de le dire à son père, car il avait peur de sa réaction. Yahya déclaré au procès qu'elle n'a eu connaissance des faits que lors de l'audience préliminaire. Mohamed Shafia n'a pas été interpellé sur ce point.
L'avocat de la Défense, Peter Kemp, énonce que le temps qu'il faut pour noyer les quatre victimes individuellement, mettre les corps dans la Nissan, pousser celle-ci dans l'écluse puis déposer Shafia et Yahya au motel ne correspond pas aux événements.
Shafia et Yahya ont témoigné qu'ils étaient une famille libérale émigrée d'Afghanistan parce que les femmes y étaient constamment menacées par les talibans. Mohamed Shafia déclare qu'il n'a pas essayé de s'immiscer dans la vie de ses enfants, mais qu'il s'est évertué à leur donner des conseils. Quant à ce qu'il a dit sur écoute téléphonique, il énonce qu'il s'est senti trahi en voyant les photos de ses filles légèrement vêtues avec de petits amis. Un témoin déclare que ce qu'il a dit ne sont que des expressions sans importance dans le langage dari. Shafia et Yahya disent qu'ils n'ont trouvé les photos de leurs filles qu'après leur mort.

### Le verdict
Le 29 janvier 2012, les membres du jury rendent leur verdict après seulement 15 heures de délibérations. Les Shafia sont reconnus coupables de meurtres prémédités et sont condamnés à la prison à vie sans possibilité de libération avant 25 ans. Le juge s'adresse alors à Mohamed Shafia : « Il est difficile de concevoir un crime plus ignoble et plus haineux. La raison apparente de ces honteux meurtres commis de sang-froid est que ces quatre victimes totalement innocentes avaient outragé votre concept complètement tordu de l'honneur, lequel n'a absolument pas sa place dans une société civilisée. »
Par la suite, les Shafia continuent de clamer leur innocence et annoncent qu'ils feront appel de leur verdict. L'appel a été rejeté le 2 novembre 2016. En février, le père et le fils Shafia sont transférés à la prison fédérale de Kingston, où ils doivent purger leurs peines.